# Like a Prayer (àlbum)
Like A Prayer és el quart àlbum d'estudi de la cantant estatunidenca Madonna, produït per ella mateixa amb Stephen Bray, Prince i Patrick Leonard.
Va ser llençat en març de 1989 per Sire Records, i va ser directament nomenat pels crítics com el millor àlbum de la primera dècada de carrera de la cantant. Encara se segueix pensant això. La RIAA el va anomenar disc "Tri-Platinum" el 16 de juliol de 1997, convertint-se en el sèptim àlbum musical més venut als Estats Units.